# Handballverband Niedersachsen-Bremen
Der Handballverband Niedersachsen-Bremen e. V. (HVNB) ist einer von insgesamt 21 Landesverbänden innerhalb des Deutschen Handballbundes (DHB), welche die Spiele aller eigenen Klassen, die Schiedsrichter- und Jugendförderung sowie Turniere und Camps organisieren, leiten und durchführen.

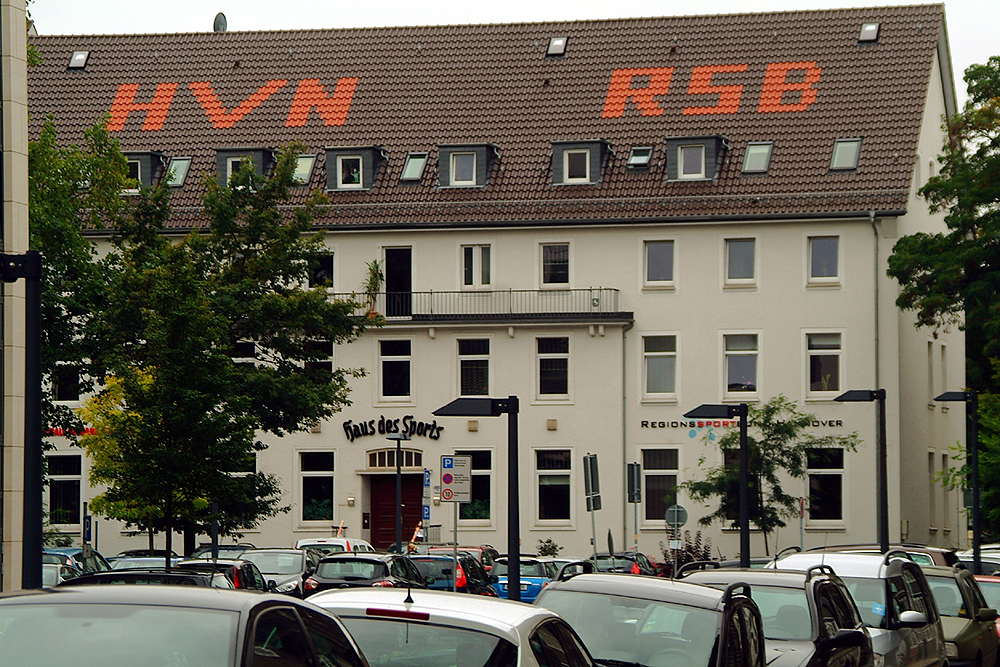
Sitz des HVNB ist das Haus des Sports in der Südstadt von Hannover.

## Geschichte
Der HVN wurde am 3. August 1947 von über 140 Delegierten in Melle gegründet. Heute hat er sich mit etwa 90.000 Mitgliedern zum stärksten Landesverband im Deutschen Handballbund entwickelt.
Am 28. August 2022 haben sich der HVN und der BHV (gegründet am 27. Mai 1955) nach Beschluss des Verbandstages zu dem Handballverband Niedersachsen-Bremen (HVNB) zusammengeschlossen.

## Struktur
Der Verband ist in 11 sogenannte Handball-Regionen unterteilt. Diese im Folgenden aufgelisteten Regionen sind in gleichnamigen Vereinen organisiert.
- Region Bentheim/Emsland
- Region Bremen-Nordsee
- Region Ems-Jade
- Region Hannover-Weser-Leine
- Region Lüneburger Heide
- Region Mitte Niedersachsen
- Region West Niedersachsen
- Region Südniedersachsen
- Region Südostniedersachsen

## Ligenplan
Als Mitglieder des ehemaligen Regionalverbands Norddeutscher Handball-Verband (NHV) veranstalten die beiden ehemalig selbständigen Landesverbände Bremen (BHV) und Niedersachsen (HVN), jetzt Niedersachsen-Bremen (HVNB) Oberliga, Verbandsligen, Landesligen und Landesklassen. Je nach Geschlechts- und Altersklassen sind nicht alle Ligen oder Klassen vorhanden. Ebene 1–3 bilden die 1.–3. Bundesliga und werden auf Bundesebene organisiert.
| Ebene                 | Spielklasse                | Spielklasse                | Spielklasse                | Spielklasse          | Spielklasse          | Spielklasse          |
| --------------------- | -------------------------- | -------------------------- | -------------------------- | -------------------- | -------------------- | -------------------- |
| 4                     | Oberliga Niedersachsen     | Oberliga Niedersachsen     | Oberliga Niedersachsen     | Oberliga Nordsee     | Oberliga Nordsee     | Oberliga Nordsee     |
| 5                     | Verbandsliga Niedersachsen | Verbandsliga Niedersachsen | Verbandsliga Niedersachsen | Verbandsliga Nordsee | Verbandsliga Nordsee | Verbandsliga Nordsee |
| 6                     | Landesliga Braunschweig    | Landesliga Hannover        | Landesliga Lüneburg        | Landesliga Bremen    | Landesliga Weser/Ems | Landesliga Weser/Ems |
| 7                     |                            |                            |                            |                      | Landesklasse WE Nord | Landesklasse WE Süd  |
| Stand: Saison 2018/19 |                            |                            |                            |                      |                      |                      |

| Ebene                 | Spielklasse             | Spielklasse            | Spielklasse            | Spielklasse       | Spielklasse          | Spielklasse          |
| --------------------- | ----------------------- | ---------------------- | ---------------------- | ----------------- | -------------------- | -------------------- |
| 4                     | Oberliga Niedersachsen  | Oberliga Niedersachsen | Oberliga Niedersachsen | Oberliga Nordsee  | Oberliga Nordsee     | Oberliga Nordsee     |
| 5                     | Landesliga Braunschweig | Landesliga Hannover    | Landesliga Lüneburg    | Landesliga Bremen | Landesliga Weser/Ems | Landesliga Weser/Ems |
| 6                     |                         |                        |                        |                   | Landesklasse WE Nord | Landesklasse WE Süd  |
| Stand: Saison 2018/19 |                         |                        |                        |                   |                      |                      |